# Zedlach
Zedlach ist eine Fraktion der Gemeinde Matrei in Osttirol. Die Ortschaft liegt am Eingang des Virgentals auf einer Anhöhe am Südhang des Hintereggkogels und hat 153 Einwohner (Stand 1. Jänner 2024).

## Lage

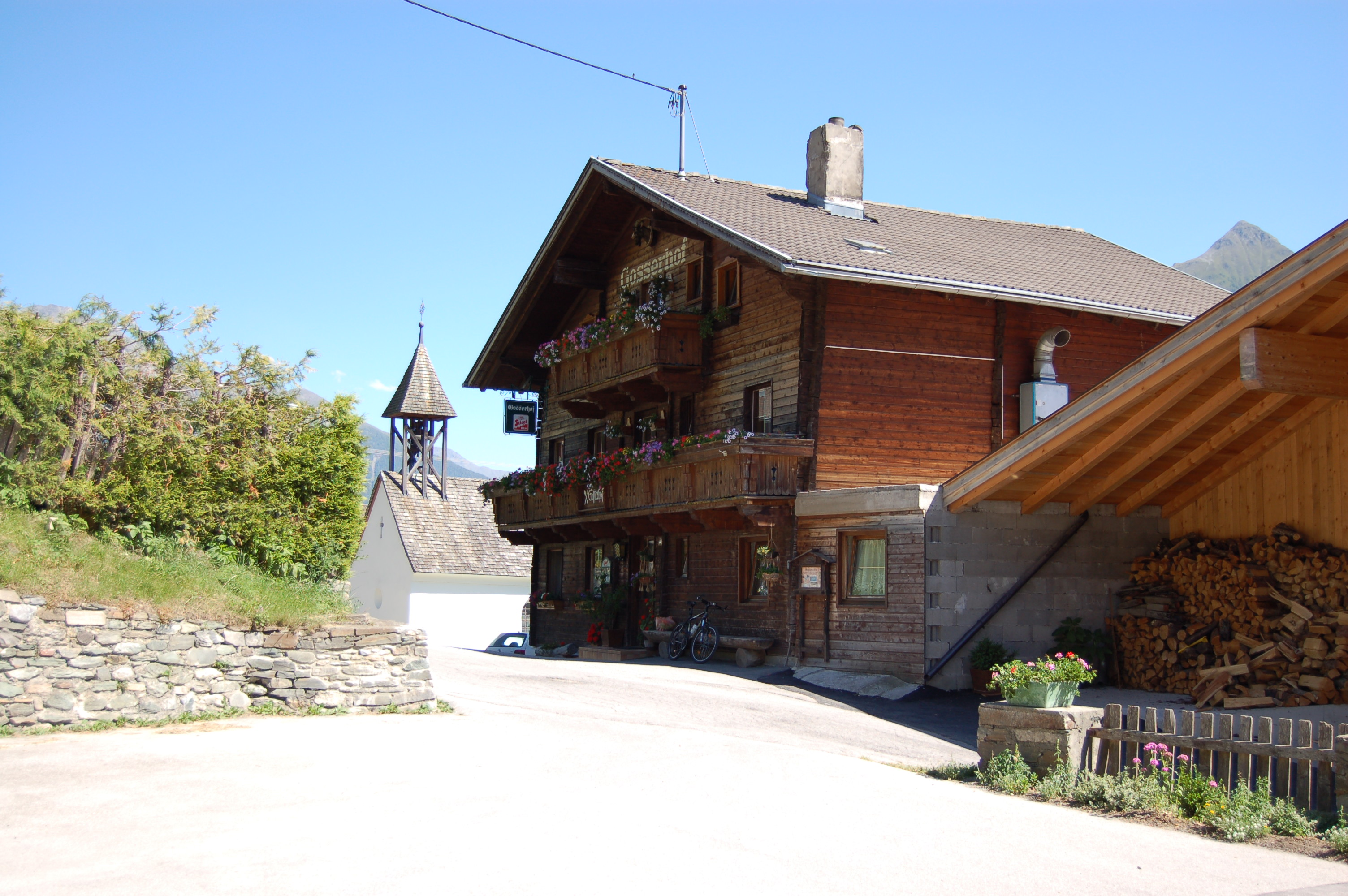
Der Gosserhof im Zentrum Zedlachs

Zedlach liegt am Eingang des Virgentals auf der Südflanke des Hintereggkogels, der in diesem Bereich wesentlich flacher als an seiner steilen Ostseite ist. Die Ortschaft, die hoch über der südlich verlaufenden Isel liegt und sich in der Katastralgemeinde Matrei in Osttirol Land befindet, ist von Matrei und Virgen über die Virgentaler Landesstraße erreichbar. Neben dem Dorfkern, der in einer Höhe von 1260 m liegt, und den darum gruppierten Bauernhöfen gehört zu Zedlach auch die weiter abgelegene Hofstelle Zabernig. Der nordöstlich gelegene Strumerhof gehört hingegen bereits zur Fraktion Hinteregg. Im Norden von Zedlach liegt am Südhang des Hintereggkogels auch das Zedlacher Paradies, eine für Osttirol seltene Lärchenweide mit zahlreichen zu Naturdenkmälern erklärten Lärchen.

## Geschichte
Die Gegend wurde bereits früh besiedelt, Zedlach ist eine der ältesten Siedlungen im hinteren Iseltal. Verschiedene 1890 am Ort gefundene Gegenstände stammen vermutlich aus einem Gräberfeld, das zur selben Zeit wie jenes in Welzelach entstand. Die erste urkundliche Erwähnung als Cetulic datiert auf 1020; 1022 und 1029 wurde die Siedlung zudem als Teil des Lurngaus aufgeführt. Unweit des Zabernighofs befinden sich Reste der Dirnburg, die sich am Grat zwischen dem Tauerntal und dem Virgental befand.
Der ursprüngliche Ort war in zwei Ortskerne gegliedert, die sich als Oberdrum und als Unterdrum um eine Quelle beziehungsweise einen Ziehbrunnen gruppierten. Aufgrund seiner Lage abseits des Matreier Marktes entwickelte Zedlach einen eigenständigen Charakter mit eigener Alm, eigenem Wald, eigenen Wiesen und einer eigenen Schule. Infolge vielfacher Güterteilung verloren aber immer wieder Höfe ihre Existenzfähigkeit, sodass deren Bewohner wegen der Notlage zum Abwandern gezwungen waren. Während des Zweiten Weltkriegs wurde durch Grundzusammenlegung der Charakter des als zu dicht besiedelt empfundenen Haufendorfs verändert. In der Folge siedelten unter anderem die Höfe Kienzer, Veidler und Harpfer um; sie wurden an anderen Stellen neu errichtet und die alten Häuser abgebaut, die teils als Bauholz dienten. Zudem veränderten zahlreiche Neubauten ab der zweiten Hälfte des 20. Jahrhunderts das Dorfbild durchgreifend.

## Bauwerke

### Kapelle zur heiligen Dreifaltigkeit

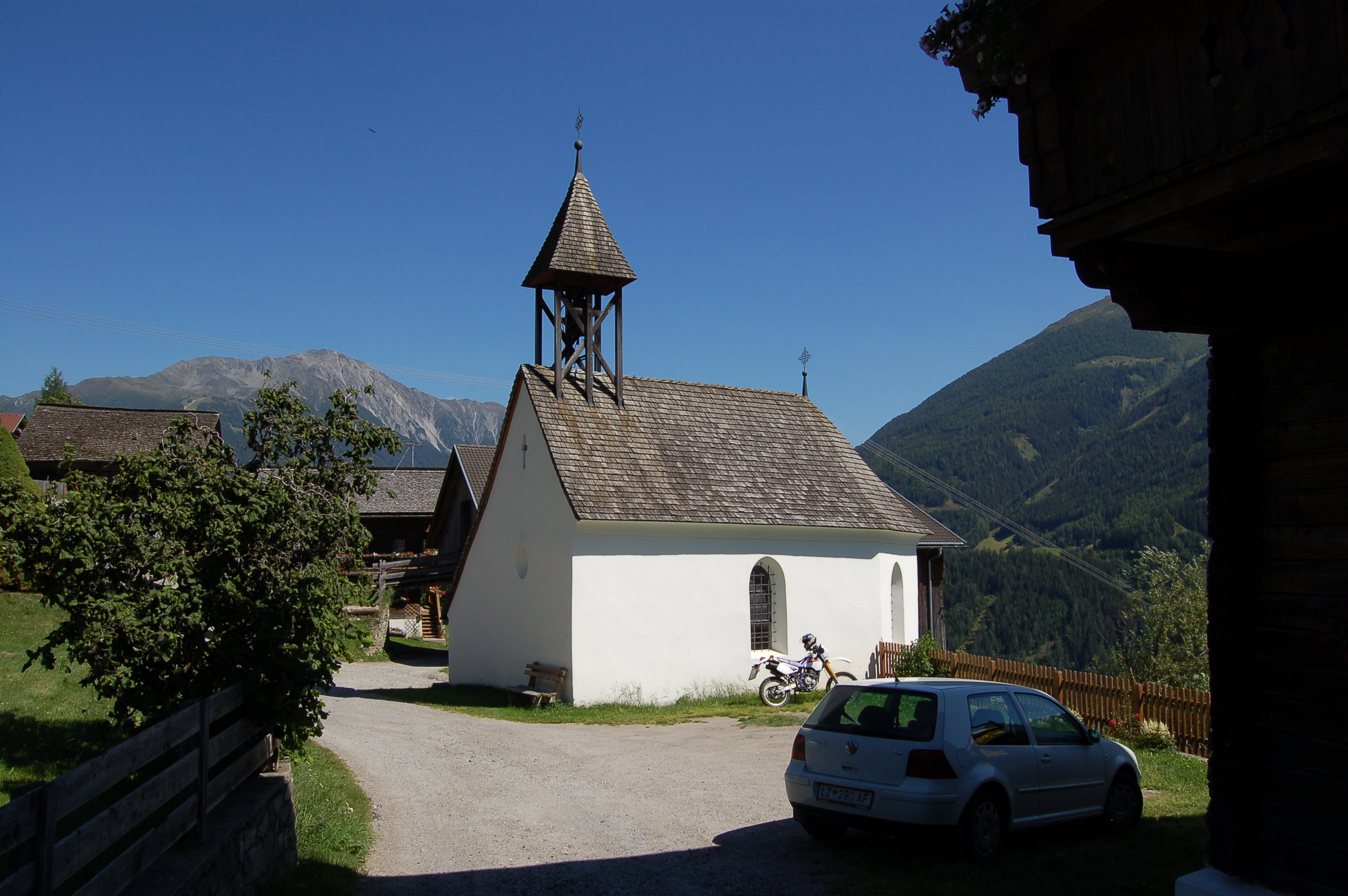
Kapelle zur heiligen Dreifaltigkeit

Die Zedlacher Kapelle hat ihren Ursprung in einem Gelöbnis nach einem Großbrand. Sie wurde 1715 errichtet, jedoch erst 1756 geweiht und nach dem Bau mehrfach umgebaut. Sie besitzt ein ungegliedertes, gotisiertes Äußeres mit einer angebauten Sakristei, einem 3/8-Schluss und einem steilen, hölzernen Dach mit hölzernem Giebelreiter. Im Inneren wird die Decke von einem Tonnengewölbe mit Stichkappen auf Konsolen dominiert, zudem besteht eine Empore. Der Altar stammt aus dem Jahr 1752 und wurde mit doppelten gedrehten Säulen, Gebälk sowie Voluten ausgeführt. Das Altarbild zeigt barocke Bilder der Krönung Marias durch die heilige Dreifaltigkeit, im Aufsatz finden sich eine Darstellung des heiligen Florians und eine Plastik des Gottvaters. Seitlich angebrachte Figuren aus dem 19. Jahrhundert zeigen den heiligen Josef mit Jesuskind und Lilie und den heiligen Antonius von Padua. Des Weiteren befinden sich figurale Darstellungen des heiligen Chrysanth, des heiligen Silvesters, des heiligen Sebastians, Johannes des Täufers, der Maria mit Kind sowie des Schutzengels aus dem 18. Jahrhundert in der Kapelle. Der Kreuzweg mit gut erhaltenen Rokokostationen stammt aus dem dritten Viertel des 18. Jahrhunderts.

### Volksschule Zedlach
Die Schule von Zedlach wurde nach der Vereinigung des Gerichts Windisch-Matreis 1814 errichtet. Nach der Bestellung eines eigenen Lehrers für die Rotte 1815 wurden die Kinder zunächst in der Stube des Bauernhofs Innerbartler unterrichtet. Das Schulzimmer umfasste lediglich 5 Meter im Quadrat und beherbergte 48 Schüler, die zum Teil auch aus den benachbarten Fraktion Bach, Mitteldorf, Mellitz und Hochsonnegg zum Schulbesuch nach Zedlach gingen. 1823 wurde vom Kreisamt der Bau einer eigenen Schule bewilligt, die als ebenerdiger Holzbau ausgeführt wurde und rund 130 Jahre als Volksschule diente. Das Klassenzimmer umfasste dabei nun 48 m². Nach dem Zweiten Weltkrieg – die Schule wurde zu dieser Zeit von 30 Schülern besucht – wurde auf Grund der Baufälligkeit des Schulgebäudes der Neubau der Dorfschule notwendig. Das neue Gebäude wurde zwischen 1952 und 1954 außerhalb der Kernsiedlung im damaligen Stil mit einer Dienstwohnung ausgeführt. Die Schülerzahlen stiegen in der Folge stark an und erreichten im Schuljahr 1969/70 mit 43 Kindern die höchste Zahl.
Nach dem Ausbau der Zufahrtsstraße in den 1970er Jahren wurden die Kinder der höheren Schulstufen  mit dem Schulbus zum Unterricht nach Matrei gebracht. Des Weiteren führte die zunehmende Abwanderung aus den Mittelgebirgslagen und der allgemeine Rückgang der Kinderzahlen zu ständig sinkenden Schülerzahlen in Zedlach. In der Folge besuchten im Schuljahr 1994/95 nur noch 11 Kinder die Dorfschule.